# Vionnaz
Vionnaz (/vjɔna/ ou /vjɔn/) est une commune suisse du canton du Valais, située dans le district de Monthey.

## Géographie

### Situation
La commune de Vionnaz se situe entre celle de Collombey-Muraz et Vouvry. Cette commune jouxte aussi la Haute-Savoie sur 5 kilomètres, notamment à son point culminant, la Tour de Don (1998m). Vionnaz est situé dans le Bas-Valais et construit sur le cône de déjection du torrent de la Greffaz. La commune s'étale en plaine mais aussi sur plusieurs hameaux en montagne tels que : Beffeux, Bonne Année, Le Chêne, Les Crosats ainsi que les villages de Mayen, Revereulaz, Torgon et La Jorette.
Le territoire de Vionnaz s'étend sur 20,93 km2. Lors du relevé de 2013-2018, les surfaces d'habitations et d'infrastructures représentaient 7,5 % de sa superficie, les surfaces agricoles 29,5 %, les surfaces boisées 55,6 % et les surfaces improductives 7,5 %.

### Transport

#### Transports publics
- Ligne ferroviaire CFF St-Gingolph–Bouveret–Monthey–St-Maurice. Une particularité : la halte CFF de Vionnaz ne se situe pas sur le territoire de la commune.
- Lignes de CarPostal
  - Ligne 120 : Villeneuve - Rennaz - Vouvry - Vionnaz - Monthey
  - Ligne 142 : Aigle – Vionnaz – Torgon

#### Transports individuels
- Route principale 11 : Vionnaz - Aigle - col des Mosses - Spiez - col du Susten - Wassen
- Route principale 21 : Saint-Gingolph - Monthey - Martigny - Tunnel du Grand-Saint-Bernard
- A9 (Brigue-Lausanne-Vallorbe)  17 (Aigle)

## Toponymie
Le nom de la commune, qui se prononce /vjɔna/ ou /vjɔn/, est très probablement d’origine celtique. Il pourrait dériver de *uitunā (bois de saules), *uidona (rivière du bois) ou *uitona (rivière des saules).
Sa première occurrence écrite date de 1282, sous la forme de Viona.

## Historique
Construites traditionnellement en bois et en pierre, proches les unes des autres, les maisons étaient une cible facile pour les incendies. Ainsi, plusieurs sinistres destructeurs ont ravagé les villages de la commune. On retiendra notamment l'incendie du 20 août 1800 qui toucha Vionnaz et au cours duquel une partie des cloches de l'église furent déformées par la chaleur. En 1929, le village de Torgon fut à son tour touché par un incendie déclenché par la foudre, le 24 juillet. Sur les 19 maisons du village, 16 furent entièrement détruites. On retiendra également la destruction du village de Mayen, dans la nuit du 14 novembre 1946. Le village fut reconstruit de 1946 à 1948 avec l'aide des Confédérés.

## Politique

### Conseil municipal
Le Conseil municipal est le pouvoir exécutif de la commune. Ses sept membres, non permanents à l'exception du président[réf. nécessaire], sont élus tous les quatre ans par le peuple.
Pour la législature 2024-2028, le Conseil municipal est composé de 4 membres du Centre+, de 2 membres de l'Union démocratique du centre (UDC) et électeurs indépendants et d'un membre du Parti libéral-radical (PLR).

### Conseil général
Le 9 juin 2024, les citoyens de Vionnaz ont accepté dans les urnes à 52,5 % la création d'un Conseil général. Le nouveau législatif de 30 conseillers élus. Il s'agit de la plus petite commune du canton à disposer d'un organe législatif.

La première élection du Conseil général a lieu le 10 novembre 2024. Pour la législature 2024-2028 il est composé de 10 élus du Mouvement villageois, de 8 élus de la Liste citoyenne, de 7 élus du Centre+ et de 5 élus du PLR. Le PS ne parvient pas à faire son entrée au conseil. 

Composition législature 2024-2028

## Population et société

### Gentilé et surnom
Les habitants de la commune se nomment les Vionnérouds.
Ils sont surnommés les Iénérous, soit ceux qui habitent dans les eaux en patois valaisan, et les Papous.

### Démographie

#### Évolution de la population
Vionnaz compte 2 902 habitants au 31 décembre 2022 pour une densité de population de 139 hab/km2. Sur la période 2010-2019, sa population a augmenté de 23,2 % (canton : 10,5 % ; Suisse : 9,4 %).  

#### Pyramide des âges
En 2020, le taux de personnes de moins de 30 ans s'élève à 31,8 %, similaire à la valeur cantonale (31,7 %). Le taux de personnes de plus de 60 ans est quant à lui de 24,9 %, alors qu'il est de 26,6 % au niveau cantonal.
La même année, la commune compte 1 418 hommes pour 1 335 femmes, soit un taux de 51,5 % d'hommes, supérieur à celui du canton (49,6 %).
| Hommes | Classe d’âge | Femmes |
| ------ | ------------ | ------ |
| 0,4    | 90 ans ou +  | 0,9    |
| 7,1    | 75 à 89 ans  | 7,3    |
| 17,1   | 60 à 74 ans  | 16,9   |
| 23,1   | 45 à 59 ans  | 22,5   |
| 20,9   | 30 à 44 ans  | 20,4   |
| 16,2   | 15 à 29 ans  | 15,2   |
| 15,4   | - de 14 ans  | 16,8   |

| Hommes | Classe d’âge | Femmes |
| ------ | ------------ | ------ |
| 0,5    | 90 ans ou +  | 1,2    |
| 7,5    | 75 à 89 ans  | 9,4    |
| 16,8   | 60 à 74 ans  | 17,7   |
| 22,2   | 45 à 59 ans  | 21,7   |
| 20,3   | 30 à 44 ans  | 19,4   |
| 17,7   | 15 à 29 ans  | 16,6   |
| 14,9   | - de 14 ans  | 14,1   |

## Tourisme
Les villages situés sur les hauts de la commune, en particulier Torgon et la Jorette, se sont développés en station de sports d'hiver dès les années 1960. La station fait partie du domaine skiable des « Portes du Soleil ». La Jorette et Plan de Croix, situés à environ 1 200 et 1 500 mètres, proposent plusieurs pistes de ski parmi lesquelles la « Jorette », Le « Tronchey » ou la « Djeu des Têtes ». La station propose également des activités pour toutes les saisons, en particulier la randonnée pédestre, le VTT, divers sentiers didactiques mettant en valeur les richesses de la faune (les mouflons en particulier) et la flore.

## Héraldique
| Blason | Blasonnement : « Ecartelé : aux 1 et 4 d'argent à deux bandes d'azur ; aux 2 et 3 de gueules au cerf élancé d'or. » |

Les armoiries de Vionnaz sont attestées comme drapeau communal en 1831 avec une croix tréflée sur les bandes d'azur. D'autres variations existent, avec 6 pièces d'azur et d'argent ou avec des cerfs de sable.

### Fonds d'archives
- Fonds : Vionnaz, Commune (1300-20e siècle) [16,51 mètres].  Cote : CH AEV, AC Vionnaz. Sion : Archives de l'État du Valais (présentation en ligne).